# Rhopaea assimilis
Rhopaea assimilis är en skalbaggsart som beskrevs av Blackburn 1911. Rhopaea assimilis ingår i släktet Rhopaea och familjen Melolonthidae. Inga underarter finns listade i Catalogue of Life.